# Bactrocera distincta
Bactrocera distincta
 es una especie de díptero que Malloch describió por primera vez en 1931. Bactrocera distincta pertenece al género Bactrocera de la familia Tephritidae.  